# Yad Sarah
Yad Sarah (יד שרה) est une ONG caritative israélienne d'aide aux handicapés et aux personnes âgées auxquels elle fournit tout le matériel médical nécessaire à un maintien à domicile aussi longtemps que possible.
Yad Sarah a été fondée en 1976 par Uri Lupolianski. Elle est non-confessionnelle.
Avec un petit budget de 12 millions de dollars par an, l'organisation compte 7 000 volontaires fournissant plus d'un million d'heures de bénévolat par an et répartis en 104 antennes dans tout Israël. Elle prête pour des temps limités l'un des 320 000 appareils médicaux ou de rééducation dont l'association dispose, depuis les béquilles jusqu'aux appareils de surveillance électroniques.
Yad Sarah distribue également des repas au domicile des patients et assure toutes les charges ménagères, depuis la lessive jusqu'aux petites réparations.
Un institut de sondage a estimé que Yad Sarah permettait à Israël d'économiser plus de 300 millions de dollars par an en réduisant les hospitalisations.